# Castillo de Almodóvar del Río
El castillo de Almodóvar del Río, también llamado castillo de la Floresta, situado en el monte llamado "El Redondo", es una fortaleza andalusí situada en la localidad de Almodóvar del Río, provincia de Córdoba. Anteriormente fue castro romano y la edificación actual tiene definitivamente origen Árabe, del año 760. Durante la Edad Media fue sometido a diferentes reformas y reconstrucciones. Entre los años 1901 y 1936 fue restaurado por su propietario, Rafael Desmaissieres y Farina, XII conde de Torralva, bajo la dirección técnica del arquitecto Adolfo Fernández Casanova. Las torres más importantes son la Cuadrada, la Redonda y del Homenaje.

## Historia
En el lugar que hoy ocupa Almodóvar debió existir un emplazamiento íbero-turdetano que se identifica con la “Cárbula” mencionada por el geógrafo romano Plinio el Viejo en uno de sus textos, que fue un oppidum -poblado fortificado- que gozó de cierta notoriedad. Pudo servir como lugar de embarque de los productos de la campiña (aceite, cereales, etc.), lo que desarrolló una importante industria alfarera y posiblemente en sus cercanías se explotaban minas de plata, de forma que incluso emitió moneda propia en el siglo II a. C.
La época andalusí supuso un gran desarrollo y en el 740 los omeyas edificaron una fortaleza llamada al-Mudawar (redondo o seguro, nombre que evolucionó a Almodóvar), a la que se debe el nombre del pueblo. Durante los siglos VIII, IX y X la fortaleza y su término formaron parte del Emirato y posterior Califato de Córdoba, mientras que en el siglo XI quedó adscrito primero a la taifa de Carmona y luego a la de Sevilla. Ya con los almorávides se reintegró a la jurisdicción cordobesa y, por último, entre los siglos XII y XIII pasó a depender de la corte almohade de Sevilla.
En 1240 fue incorporada mediante pacto a la corona de Castilla por Fernando III, quien la entregó tres años después al consejo de Córdoba. Con Alfonso X, en 1267, se establecieron los límites entre Almodóvar y Posadas. En 1360, Pedro I se aposentó en su castillo, como también lo haría en repetidas ocasiones su medio hermano Enrique II. La tenencia del castillo de Almodóvar se vincula durante el siglo XV a la Casa de Baena y Cabra.
Almodóvar y su castillo sirvieron de fianza para comprar Fuente Obejuna en 1513, pero volvió a manos de la corona. La villa tuvo una jurisdicción de realengo, vinculada a la ciudad de Córdoba, hasta que Felipe IV accedió a la venta de la villa de Almodóvar en 1629. El comprador fue Francisco del Corral y Guzmán, caballero de la Orden de Santiago, y así el pueblo pasó a ser señorío.
En 1901, Rafael Desmassières y Farina, XI conde de Torralva, inició la restauración del castillo bajo la dirección de Adolfo Fernández Casanova. Luego de la muerte del conde y de Fernández Casanova en 1914 y 1932, respectivamente, las obras continuaron hasta 1936 cuando estalló la Guerra Civil. El castillo y los títulos de los Desmassières fueron heredados por un sobrino nieto del conde el banquero andaluz, Fernando de Solís Beaumont y Atienza, X marqués de la Motilla. Desde el 2001 el castillo es propiedad de su hijo Miguel Ángel de Solís y Martínez Campos, XI marqués de la Motilla.

## Rodajes
- En noviembre de 2016 grabó su séptima temporada en el castillo la reconocida serie Juego de Tronos, representando principalmente Altojardín, sede de la Casa Tyrell, más una pequeña escena grabada en las mazmorras representando los subterráneos de Roca Casterly, sede de la Casa Lannister.[4]
- En 2019 se grabaron algunas escenas de la serie Warrior Nun en el castillo; estrenándose el 2 de julio de 2020 en Netflix.[5]

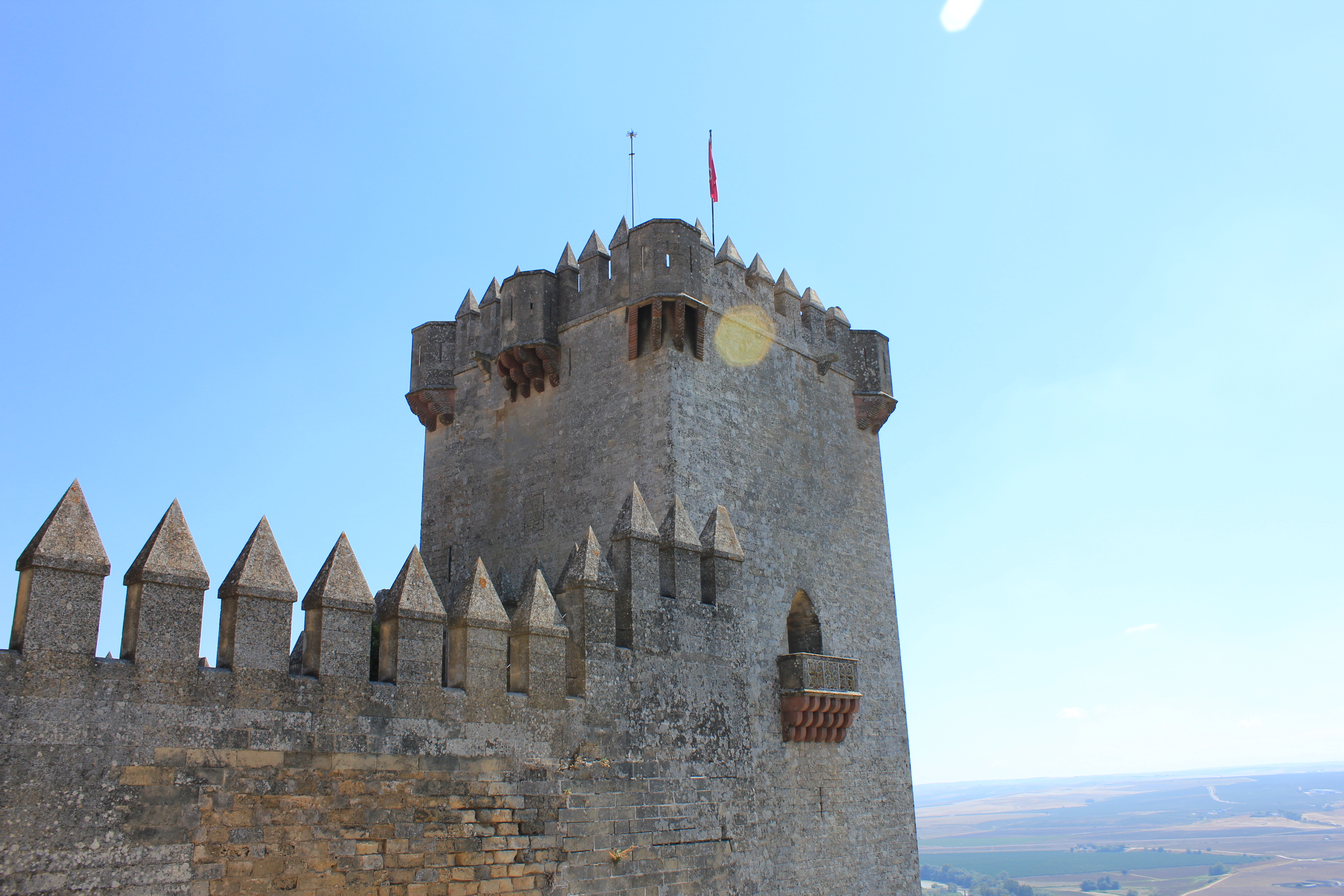
Torre
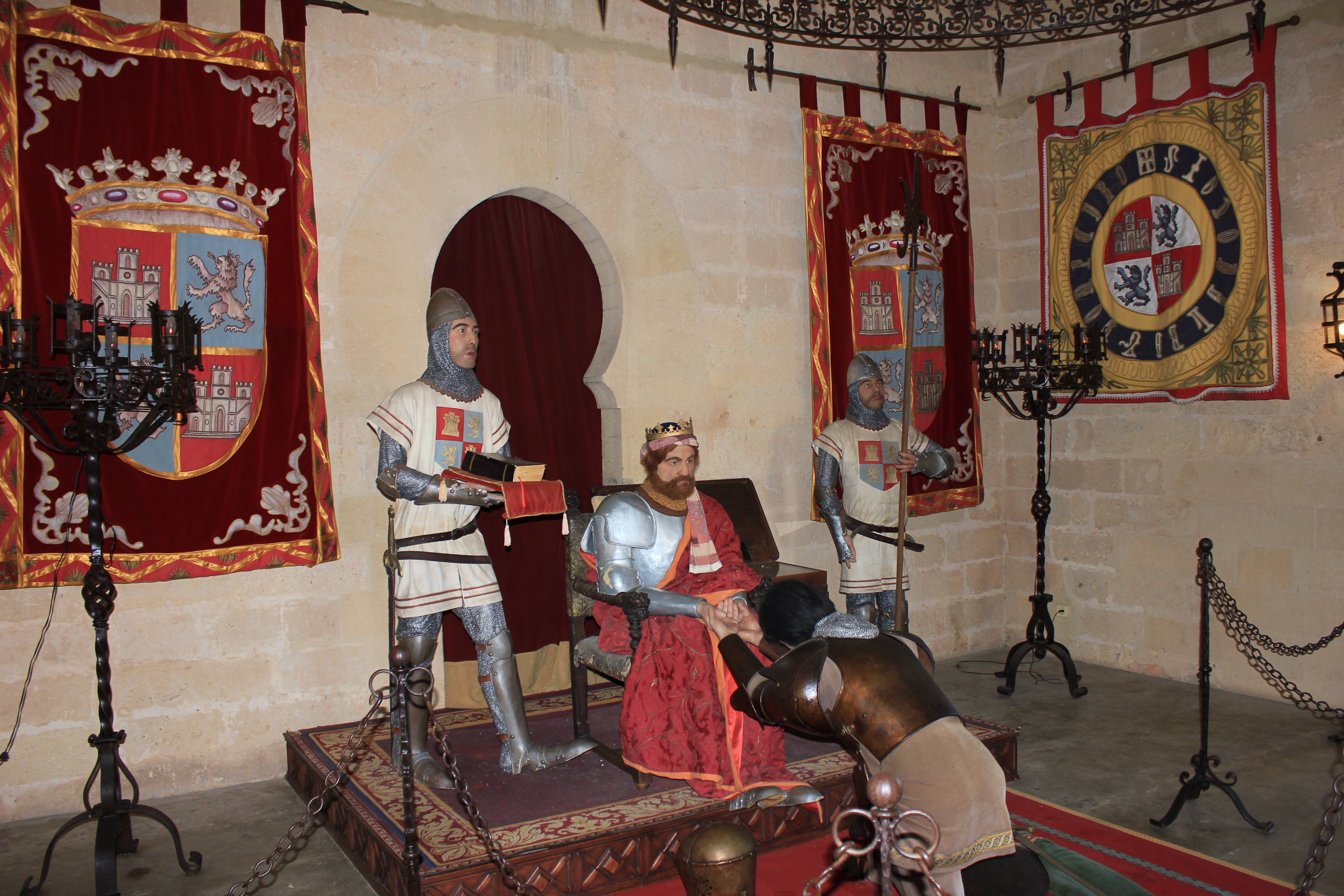
Sala del rey
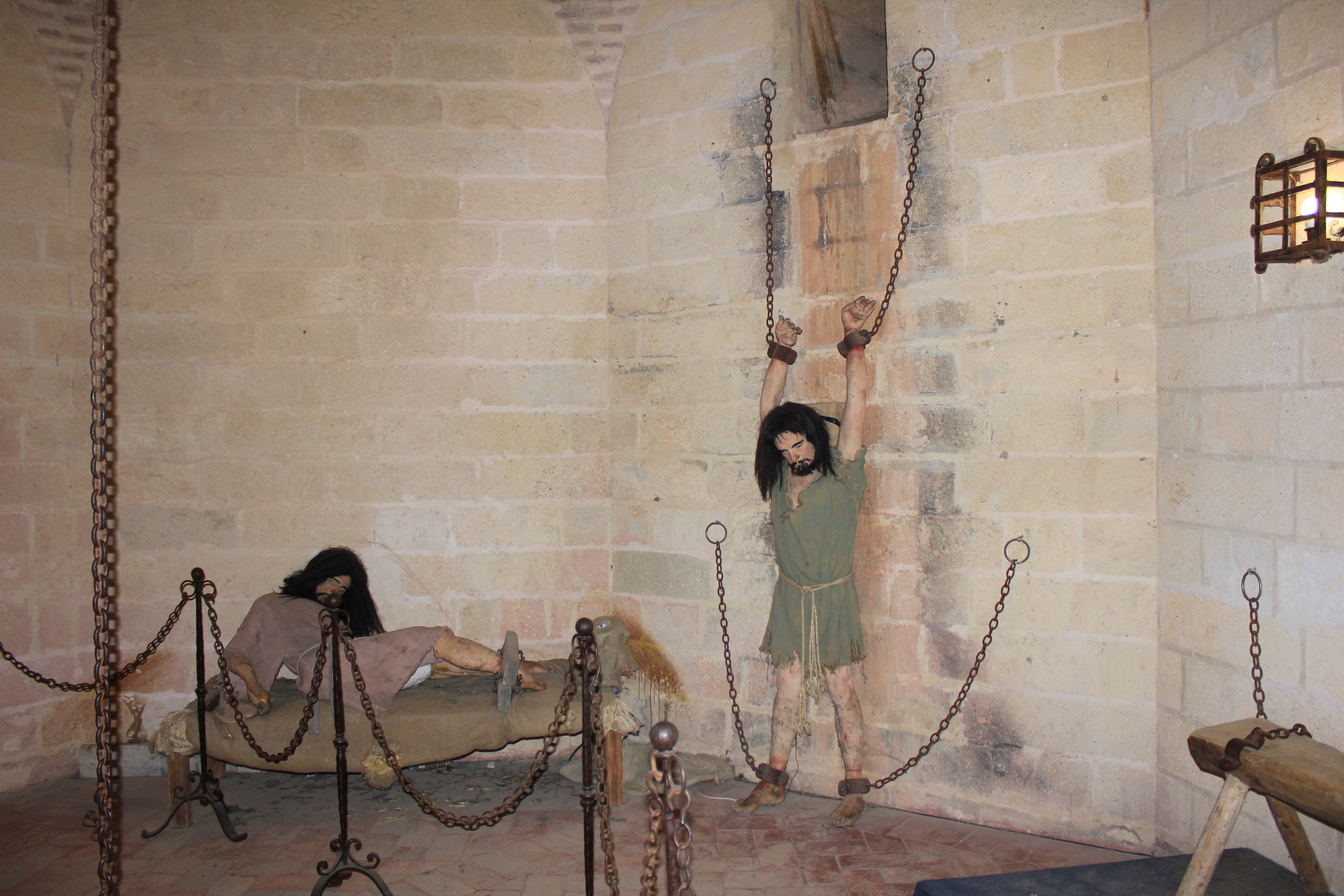
Cámara de las torturas
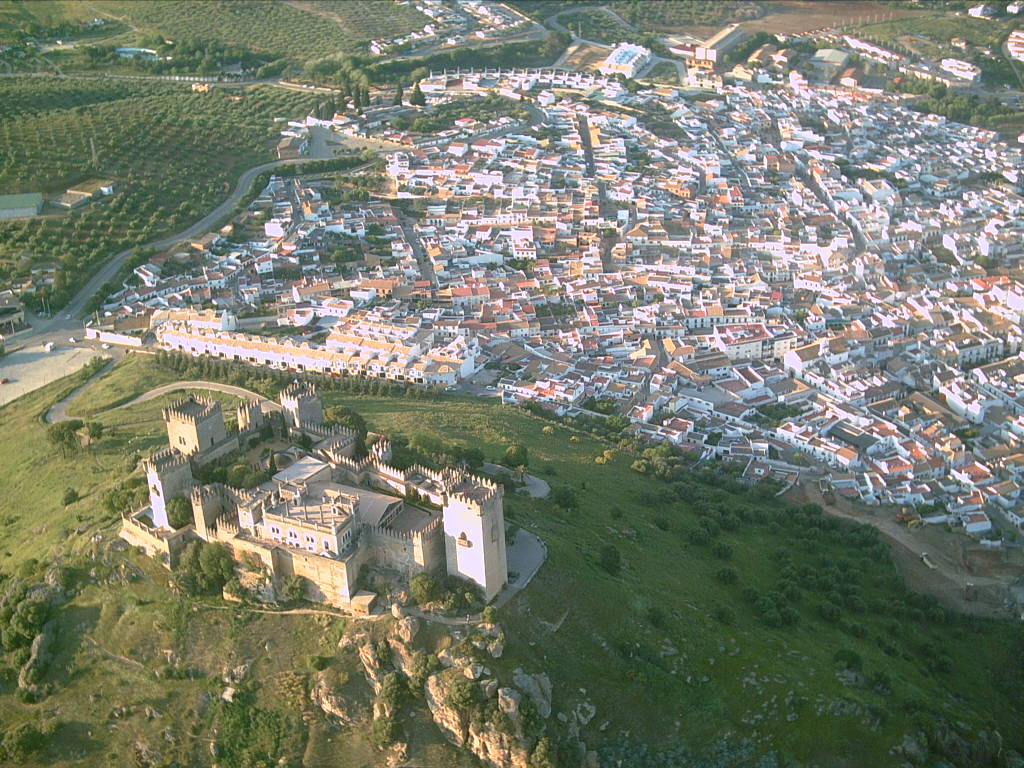
El castillo y Almodóvar del Río
El castillo y Almodóvar del Río